# All Saints Church (Buncton)
All Saints Church er en anglikansk kirke i landsbyen Buncton i distriktet Horsham, der er en af de syv lokale distrikter i det engelske county West Sussex. Den blev bygget i 1000- eller 1100-tallet som en annekskirke til den nærliggende sognekirke. Den har kun været udsat for ganske får ændringer og restaureringer, og den fremstår derfor stort set som den gjorde i 1100-tallet. Stenkapellet er blevet beskrevet som "dejlig" beliggenhed  i South Downs og er blevet kaldt "et rigtig del af det skjulte Sussex". En bue mellem kirkeskibet alteret havde en særlig udskæring af en person der viste sine genitalia, en såkaldt sheela-na-gig, indtil en ukendt person ødelagde den med en mejsel i 2004. Kirken bruge stadig til gudstjenester, og det er en listed building af første grad for dens arkitektoniske og historiske vigtighed.